# Flo.ca
Pour les articles homonymes, voir Flo.
Vous pouvez aider à l'améliorer ou bien discuter des problèmes sur sa page de discussion.
- Son texte doit être wikifié : il ne correspond pas à la mise en forme Wikipédia (style, typographie, liens internes, liens entre les wikis, etc.). (Marqué depuis août 2025)
- Il est orphelin : moins de trois articles lui sont liés. Aidez à ajouter des liens en plaçant le code [[Flo.ca]] dans les articles relatifs au sujet. (Marqué depuis mai 2018)

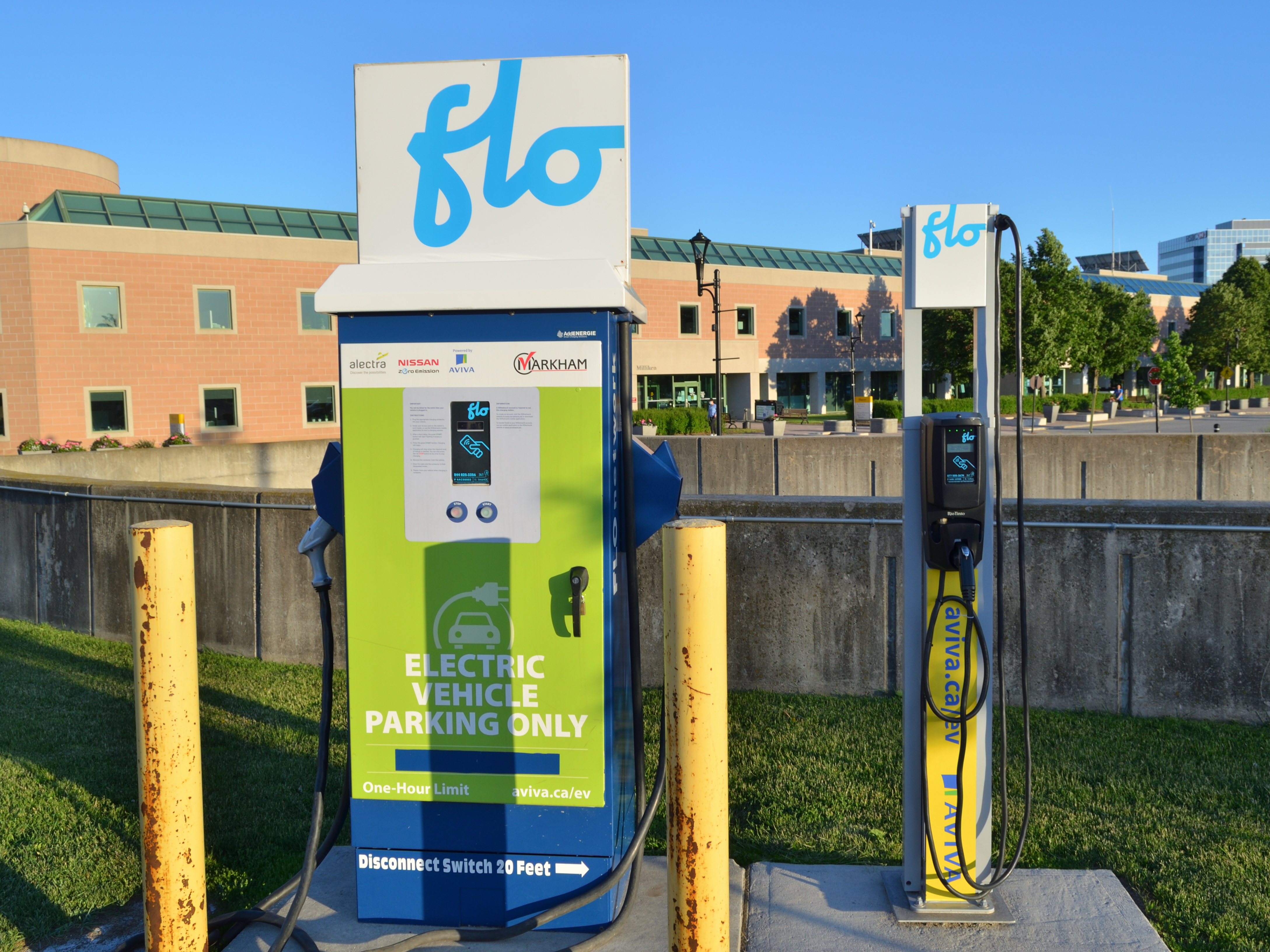
Flo Station de recharge

FLO est une compagnie d'infrastructure de véhicules électriques (EV), basée à Québec, et a été fondée en 2016. Le chef de la direction actuel est Louis Tremblay. FLO est une filiale de AddEnergie, fondée en 2009. AddEnergie fabrique des bornes de recharge et développe des logiciels de gestion de réseau pour les marchés résidentiels, commerciaux et publics.
FLO est l'unification de ses deux réseaux existants: Réseau VERMC au Québec et VERnetwork, et fournit des services de recharge à plus de 20 000 conducteurs canadiens sur un seul réseau, le plus grand réseau de recharge au Canada. Il est également le fournisseur d'infrastructures et l'exploitant de réseaux tiers, notamment le Circuit électrique (Québec) et le Réseau branché (Nouveau-Brunswick), et est en train de mettre en place des bornes de recharge publiques au Vermont en collaboration avec Green Mountain Power 
Le siège social et le centre national des opérations de la compagnie sont à Québec et tous ses produits sont assemblés à son usine de Shawinigan, au Québec. La société possède également des bureaux à Montréal (Québec), Mississauga (Ontario), Vancouver (Colombie-Britannique) et San Francisco (Californie).
En 2018, AddÉnergie, société mère de FLO a reçu le prix d'innovation et de leadership en stratégie concurrentielle nord-américaine pour son leadership en matière de stations de recharge intelligentes pour véhicules électriques de Frost & Sullivan. Ce prix a été décerné lors du gala des prix d'excellence en pratiques exemplaires de Frost & Sullivan, qui s'est tenu le 6 mars à San Diego, en Californie.
En février 2018, FLO a conclu une entente de collaboration de trois ans avec Nissan Canada pour encourager et faciliter l'adoption des véhicules électriques partout au pays, alors que le constructeur automobile lance l'édition 2018 de son véhicule phare, la Nissan LEAF.
En Juillet 2018, FLO lance sa nouvelle plateforme destinée au marché américain.